# Азильяно-Верчеллезе
Азильяно-Верчеллезе (итал. Asigliano Vercellese) — коммуна в Италии, располагается в регионе Пьемонт, в провинции Верчелли.
Население составляет 1 439 человек (30-4-2017), плотность населения составляет 54,67 чел./км². Занимает площадь 26,32  км². Почтовый индекс — 13032. Телефонный код — 0161.
Покровителем коммуны почитается святой Виктор, празднование во второе воскресение мая.

## Демография
Динамика населения:

## Администрация коммуны
- Официальный сайт:

## Примечание
1. ↑  Statistiche demografiche ISTAT. demo.istat.it. Дата обращения: 11 декабря 2019. Архивировано из оригинала 16 июля 2018 года.